# Iwanowice Małe
Iwanowice Małe – wieś w Polsce położona w województwie śląskim, w powiecie kłobuckim, w gminie Opatów.
Nazwa miejscowości Iwanowice jest pochodną od imienia Iwan (Iwona) i wskazuje na osadę zasiedloną przez potomków nieznanego historycznie Iwana.Położona jest na obrzeżach Wyżyny Krakowsko – Częstochowskiej. Obszar zdominowany przez gospodarkę rolną, w znacznym stopniu odlesiony i stosunkowo gęsto pokryty siedliskami ludzkimi. Do Iwanowic Małych należy 6 ulic, m.in.: Częstochowska, Zwierzyniecka, Długa, Polna, Krótka, Miodowa. W najbliższej okolicy znajdują się miejscowości: Iwanowice-Naboków, Opatów, Zwierzyniec Pierwszy, Iwanowice Duże, Krzepice.
Iwanowice to najstarsza osada gminy. Iwanowice Małe to wieś pamiętająca już panowanie Bolesława Wstydliwego czyli koniec XII wieku.Pierwsze wzmianki o miejscowości pochodzą z 1262 roku kiedy to w Iwanowicach odbył się zjazd książąt dzielnicowych (Bolesława Pobożnego i Bolesława Wstydliwego). Data ta jest też pierwszą informacją dotyczącą powiatu w jakim się znajdujemy.Podobnie jak w przypadku Opatowa od XV do XVIII wieku Iwanowice niezmiennie przynależały do starostwa krzepickiego. Jeszcze w XVI-XVIII wieku osada traktowana jest jako całość, bez rozróżnienia na Małe i Duże aczkolwiek była to wieś stosunkowo duża. Podział ten nastąpił w XX wieku W latach 1970–1981 na terenie wsi odkryto liczne pamiątki kultury łużyckiej. W latach 1975–1998 miejscowość administracyjnie należała do województwa częstochowskiego.

## Kaplica
Według miejscowej legendy, na miejscu, gdzie stoi dzisiejsza kaplica miało straszyć pod koniec XIX wieku. Ludność Iwanowic Małych przejęta tym faktem postanowiła własnymi środkami i wkładem wybudować nowy kościółek.
Plac pod budowę ofiarował Jan Kasprzak, fundatorami zaś byli: Wojciech Jeziorski, Antoni Kowalski i Tomasz Jelonek. Nie ma dokładnej daty powstania kaplicy, ale najprawdopodobniej był to rok 1902.
Była to kaplica wybudowana z cegły i kamienia wapiennego, bezstylowa, z wieżyczkami przy ścianie wejściowej i wieżyczka sygnaturki o cechach bizantyjskich.Kilka lat później Teofilia Peluszka przyniosła z Częstochowy obraz Matki Boskiej Częstochowskiej, który został umieszczony w ołtarzu. Teofilia Peluszka po pielgrzymce z Jasnej Góry została zakonnicą.
W latach 70. XX wieku proboszcz parafii Opatów ks. Zaborowski zabrał obraz do renowacji, a następnie zmienił parafię. Następny obraz ufundowali mieszkańcy i umieścili go na miejscu poprzedniego.
W 2002 powstał Komitet Rozbudowy Kaplicy. Po zbiórce funduszy zburzono starą, sypiącą się kaplicę i w jej miejsce wybudowano nową, większą.

## Ludzie
Teresa Grażyna Chyra to malarka zamieszkała w Iwanowicach Małych. Jej zainteresowania rozwijały się już od dziecka. Tematyka jej prac jest różna – od krajobrazów do portretów. Obrazy biorą udział w wielu licytacjach, na których są bardzo popularne. Dzieła Teresy Chyry zdobią ściany wielu okolicznych domów.